# Filmåret 1895

## Årets filmer
- Arbetarna lämnar Lumières fabrik i Lyon
- L'Arrivée d'un train en gare de la Ciotat
- Trädgårdsmästarens hämnd
- Vattnaren bevattnad[1]

## Födda
- 26 januari – Elna Gistedt, svensk skådespelare.
- 5 februari – Mario Camerini, italiensk regissör och manusförfattare.
- 8 februari – King Vidor, amerikansk regissör, manusförfattare och filmproducent.
- 9 februari – Fjodor Otsep, rysk regissör och manusförfattare.
- 25 februari – Einar Axelsson, svensk skådespelare.
- 2 mars – Tage Aurell, svensk-norsk författare och manusförfattare.
- 10 mars – Axel Witzansky, svensk balettdansör, skådespelare, teaterpedagog och koreograf.
- 11 mars – Shemp Howard, amerikansk skådespelare.
- 1 april – Gustaf Edgren, svensk regissör, manusförfattare och producent.
- 9 april – Knut Burgh, svensk skådespelare.
- 11 april – Nils Dahlström, svensk skådespelare och filmproducent.
- 17 april – Elsa Hofgren, svensk skådespelare.
- 19 april – Marga Riégo, svensk skådespelare.
- 5 maj – Henrik Bentzon, dansk skådespelare.
- 6 maj – Rudolph Valentino, italiensk skådespelare.
- 9 maj – Richard Barthelmess, amerikansk skådespelare.
- 18 maj – John Melin, svensk skådespelare.
- 9 juli – Wiveka Alexandersson, svensk skådespelare.
- 17 juli – Nils Ohlin, svensk skådespelare och instrumentmakare.
- 29 juli – Ibe Brekke, norsk skådespelare.
- 9 september – Bengt Idestam-Almquist, svensk författare, journalist, filmkritiker, filmhistoriker och manusförfattare.
- 11 september – Uno Henning, svensk skådespelare.
- 22 september
  - Paul Muni, amerikansk skådespelare.
  - Adolf Schütz, svensk manusförfattare.
- 2 oktober – Bud Abbott, amerikansk skådespelare och komiker.
- 4 oktober – Buster Keaton, amerikansk stumfilmsskådespelare och filmmakare.
- 10 oktober
  - Finn Lange, norsk skådespelare.
  - Fridolf Rhudin, svensk skådespelare.
- 21 oktober – Edna Purviance.
- 28 oktober – John Boles, amerikansk skådespelare.
- 13 november – Edward L. Alperson, amerikansk filmproducent och filmbolagsdirektör.
- 19 november – Leif Sinding, norsk regissör och manusförfattare.
- 29 november – Busby Berkeley, amerikansk filmregissör, koreograf och skådespelare.
- 4 december – Ragnar Arvedson, svensk regissör, manusförfattare, producent och skådespelare.
- 10 december – Rosa Tillman, svensk skådespelare.
- 17 december – Guido Valentin, svensk journalist, redaktör, tidningsman, författare och manusförfattare.

### Fotnoter
1. ↑  IMDB, läst 29 februari 2012